# Phaedon conannus
Phaedon conannus is een keversoort uit de familie van de bladkevers (Chrysomelidae). De wetenschappelijke naam van de soort is voor het eerst geldig gepubliceerd door James Francis Stephens.